# Poe Ei Ei Khant
Poe Ei Ei Khant (tiếng Miến Điện: ပိုးအိအိခန့်; sinh ngày 7 tháng 4 năm 1993) là một nữ diễn viên và ca sĩ người Myanmar. Cô được khán giả biết đến khi đảm nhiệm vai chính trong một số bộ phim của Miến Điện. Trong suốt sự nghiệp của mình, cô đã đóng hơn 100 bộ phim.

## Đầu đời và giáo dục
Poe Ei Ei Khant sinh ngày 7 tháng 4 năm 1993 tại Yangon, Myanmar, cha cô là ông Thein Lwin, một nhà phát triển bất động sản kiêm Chủ tịch Hiệp hội Phát triển Bất động sản Myanmar (MRPDA) còn mẹ cô là bà Moe Moe Thein.
Cô đã tốt nghiệp tại trường trung học phổ thông Basic Education No. 1 Dagon. Sau đó cô theo học ngành luật tại Đại học Tây Yangon và sau đó chuyển sang học Thạc sĩ Luật tại Đại học Đông Yangon. Cô tốt nghiệp Cử nhân Luật (Luật) tại Đại học Tây Yangon vào năm 2016, và Thạc sĩ Luật (LLM) tại Đại học Đông Yangon vào năm 2019.

## Phim đã tham gia

### Phim (điện ảnh)
| Năm  | Tên tiếng Anh                          | Tên tiếng Miến Điện | Vai diễn             | Ghi chú   |
| ---- | -------------------------------------- | ------------------- | -------------------- | --------- |
| 2019 | Black Rose Mission (A Yu Taw Mingalar) | အယူတော်မင်္ဂလာ             | April Htake Tin Htar | Vai chính |
| 2019 | A Htet Tan Sar                         | အထက်တန်းစား              | Poe Mani Shan        | Vai chính |
| TBA  | Original Gangster 3                    | အော်ရီဂျင်နယ် ဂိုဏ်းစတား ၃       | ?                    | not allow |

### Phim ảnh
Hơn 100 bộ phim, bao gồm 
| Năm  | Tên phim                           | Tên tiếng Miến Điện | Đóng chung với                         | Ghi chú |
| ---- | ---------------------------------- | ------------------- | -------------------------------------- | ------- |
| 2015 | O Ay Ay O                          | အိုအေ့အေ့အို                | Lu Min                                 |         |
| 2016 | Myay Thin Nant                     | မြေသင်းနံ့                | Myint Myat                             |         |
| 2016 | Cherry Khaw Than                   | ချယ်ရီခေါ်သံ               | Myint Myat                             |         |
| 2016 | Alninyo                            | အယ်နီညို                | Zay Ye Htet, Khine Hnin Wai            |         |
| 2016 | Chauk Kyoe                         | ခြောက်ကြိုး                 | Aung Ye Lin, Moht Moht Myint Aung      |         |
| 2016 | Naut Lu Lu Naut                    | နောက်လူ လူနောက်             | Khant Sithu, Yaza Ne Win               |         |
| 2016 | A Kway Htu Tha Ye Pu               | အကြွေးထူ သရဲပူ             | Nay Dway                               |         |
| 2016 | Min Yae Ko...Ko Yae Min            | မင်းရဲ့ကိုယ် ကိုယ့်ရဲ့မင်း         | Kaung Pyae, Moe Hay Ko                 |         |
| 2016 | Heart Hti P Kat Nyi Thwar Tal      | ဟတ်ထိပြီး ကတ်ငြိသွားတယ်         | Khant Sithu, Khine Thin Kyi            |         |
| 2016 | Rocker Kyaw Gyi                    | ရော်ကာကျော်ကြီး                | Myint Myat                             |         |
| 2016 | Sone Mhat                          | ဆုံမှတ်                 | Phyo Ngwe Soe                          |         |
| 2016 | Lu That Tann Ma Ka Sar Ya          | လူသတ်တမ်း မကစားရ          | Lu Min                                 |         |
| 2017 | Pokemon Pyazat                     | ပိုကီမွန် ပြဇာတ်            | Nay Dway                               |         |
| 2017 | Byu Har                            | ဗျူဟာ                  | Nay Dway                               |         |
| 2017 | Pann Nu...Nar Lal Par              | ပန်းနု...နားလည်ပါ          | Zay Ye Htet                            |         |
| 2017 | Alat Kaung Mway Nae                | အလတ်ကောင်မွေးနေ့             | Min Khant Nyi, Lu Min                  |         |
| 2017 | Arr Gyi Nae Chit Mal               | အားကြီးနဲ့ချစ်မယ်             | Nay Dwe                                |         |
| 2017 | 10 Thein Tan Khone Phi Nat         | ၁၀သိန်းတန် ခုံဖိနပ်         | Aung Ye Lin                            |         |
| 2017 | Shin Khan Pyat                     | ရှင်ခန်းပြတ်              | Nay Naw                                |         |
| 2017 | Lan Bar Putu                       | လန်ဘား ပုတု              | Minn Khant Ko                          |         |
| 2017 | Chit Phot Thit Sot                 | ချစ်ဖို့သစ်စို့              | Nay Dway                               |         |
| 2017 | A Tu A Yaung                       | အတုအယောင်               | Nay Dway                               |         |
| 2017 | Ho Lu Gyi                          | ဟိုလူကြီး                 | Htet Nay Chan, Ye Aung                 |         |
| 2017 | Thu Wite Ko Wite                   | သူဝိုက် ကိုယ်ဝိုက်            | Nay Dway                               |         |
| 2017 | Athel Chin Tu                      | အသည်းချင်းတူ              | Nay Dway, Htet Aung Shine              |         |
| 2017 | Maung Lel Nama Lel                 | မောင်လည် နှမလည်           | Nay Dway, Paing Takhon, Paing Phyo Thu |         |
| 2017 | Yar Za Win Yine Thwar Mal          | ရာဇဝင်ရိုင်းသွားမယ်           | Kyaw Ye Aung                           |         |
| 2017 | Lay Tha Nat                        | လေသေနတ်                | Khant Sithu, San Yati Moe Myint        |         |
| 2017 | Pyaw Kyi Kyi                       | ပြောကြည့်ကြည့်               | Phyo Ngwe Soe                          |         |
| 2017 | Pyat Ywae A Pyone                  | ပြတ်ရွေ့အပြုံး               | Min Maw Kun                            | [ 6 ]   |
| 2018 | Out Tan Sar                        | အောက်တန်းစား               | Nay Dway, Kelvin Kate                  |         |
| 2018 | Number Tit Ta Yar Khan             | နံပါတ်တစ် တရားခံ           | Nay Naw                                |         |
| 2018 | Thway Thit Sar Nint Yin Khae The 1 | သွေးသစ္စာနှင့် ရင်းခဲ့သည် (၁)    | Nay Naw                                |         |
| 2018 | Thway Thit Sar Nint Yin Khae The 2 | သွေးသစ္စာနှင့် ရင်းခဲ့သည် (၂)    | Nay Naw                                |         |
| 2018 | Taw Thar Gyi Chit Tae Kha Lain     | တောသားကြီးချစ်တဲ့ ခလိန်း          | Nay Dway                               |         |
| 2018 | Ga Yu Nar                          | ဂရုဏာ                 | Kaung Pyae                             |         |
| 2018 | Alinn Mae Kaung Kin                | အလင်းမဲ့ကောင်းကင်            | Nay Dway                               |         |
| 2018 | Gaung Hti A Kone U                 | ခေါင်ထိအကုန်ယူ             | Khant Sithu                            |         |
| 2018 | Dr Shwe Ou Mi Pu Yauk Kyar         | ဒေါက်တာရွှေဥ မိပုယောက်ျား          | Kaung Pyae                             |         |
| 2018 | A Than Thway Yae Nauk              | အသံတွေရဲ့နောက်              | Kaung Pyae, Chit Thu Wai               |         |
| 2018 | Out Tan Sar                        | အောက်တန်းစား               | Nay Dway                               |         |
| 2018 | 999                                | နိုင်းနိုင်းနိုင်း              | Kaung Pyae, Khin Wint Wah              |         |
| 2019 | Mar Yar Mee Tauk                   | မာယာမီးတောက်               | Thu Htoo San                           |         |
| 2019 | Noon                               | နွံ                   | Zay Ye Htet                            |         |
| 2019 | A Khon                             | အခွံ                  | Zay Ye Htet                            |         |

## Đời tư
Poe Ei Ei Khant kết hôn với cầu thủ bóng đá Aung Thu vào ngày 31 tháng 5 năm 2018 và lễ cưới được tổ chức vào ngày 26 tháng 3 năm 2019 tại Western Park. Cô sinh con trai đầu lòng Thwin Oo Han vào ngày 19 tháng 7 năm 2019.